# مجرة GN-108036

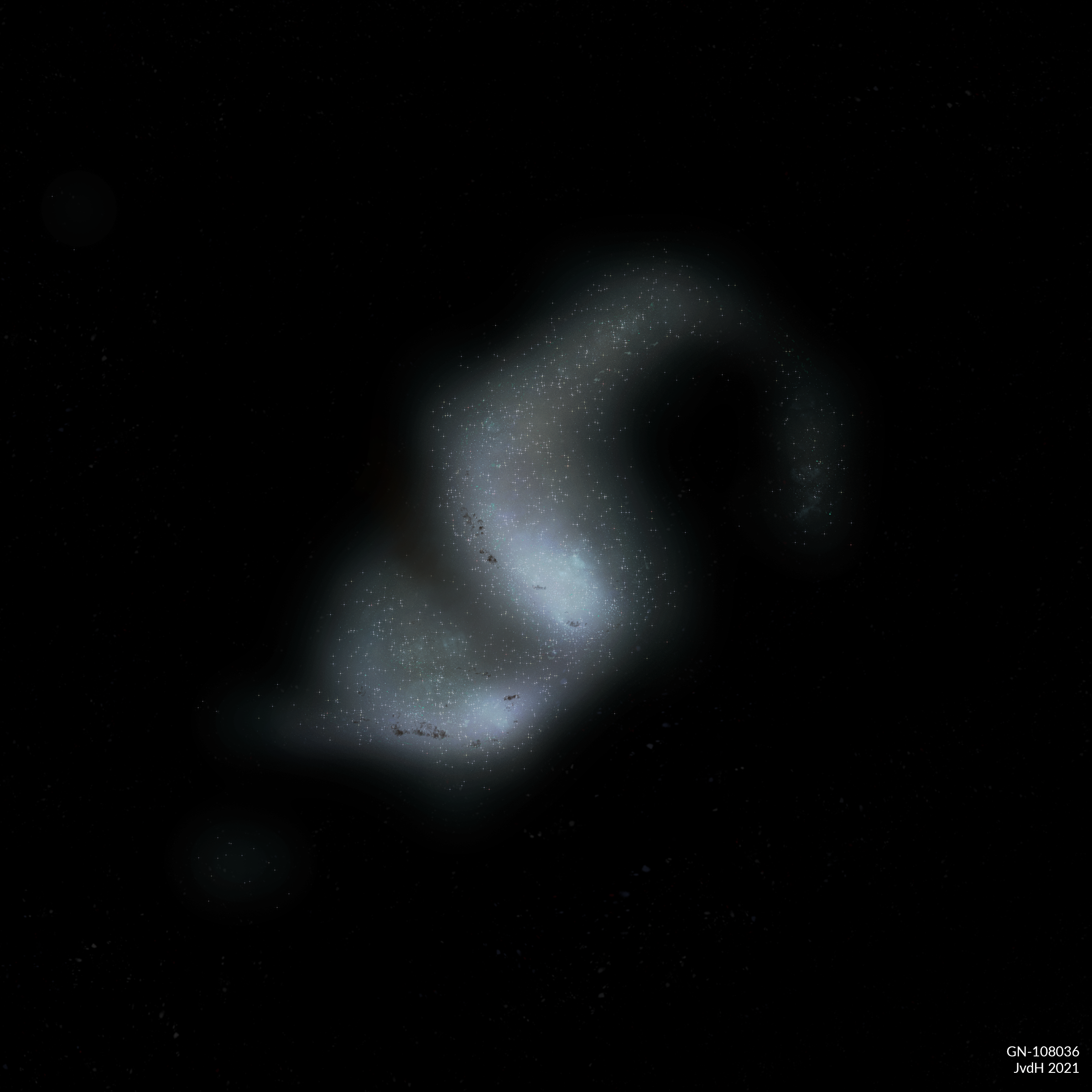
انطباع الفنان عن GN-108036

GN-108036 هي مجرة بعيدة تم اكتشافها وتأكيدها بواسطة تلسكوب سوبارو ومرصد كيك الموجود في هاواي ؛ تم الانتهاء من دراستها أيضًا بواسطة تلسكوب هابل الفضائي وتلسكوب سبيتزر الفضائي. 
كان الانزياح الأحمر z = 7.2 ، مما يعني أن ضوء المجرة استغرق ما يقرب من 13 مليار سنة للوصول إلى الأرض ، وبالتالي يعود تكوينها إلى 750 مليون سنة بعد الانفجار العظيم. لديها معدل مرتفع من نشأة النجوم ، بمعدل 100 كتلة شمسية في السنة ، أو حوالي 30 مرة أكثر من مجرة درب التبانة التي هي أكبر بخمس مرات و 100 مرة أكبر من GN-108036.

## أنظر أيضا
- قائمة أجرام الكون الأكثر بعدا